# 克洛斯山
65°7′S 63°57′W / 65.117°S 63.950°W

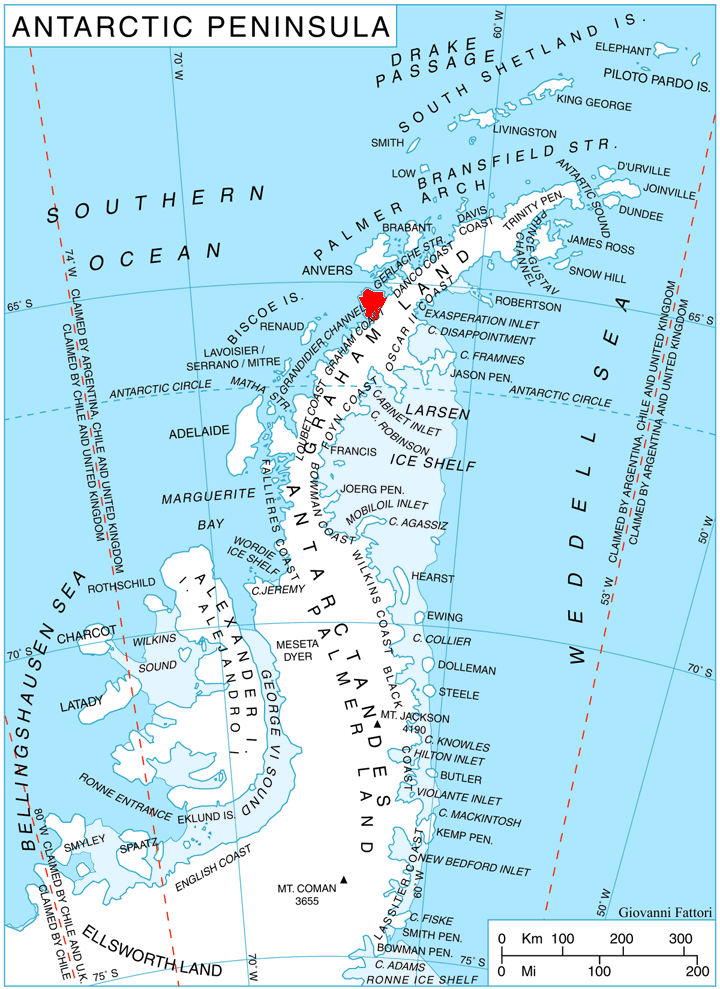

克洛斯山是南極洲的山峰，位於葛拉漢地的基輔半島西北岸，海拔高度超過915米，處於克洛斯角東北面4公里，由比利時的探險隊發現，由讓-巴蒂斯特·夏古率領的法國探險隊繪入地圖。